# بيمبو كولز
بيمبو كولز (بالإنجليزية: Bimbo Coles) مواليد 22 أبريل 1968 في كوفينغتون، هو لاعب كرة سلة أمريكي سابق بدأ مسيرته الاحترافية في سنة 1990 ويحمل الرقم 12, 50. يبلغ طوله 6 قدم 1 بوصة (1.9 م). اعتزل اللعب في 2004.

## فرق لعب لها
- ميامي هيت
- غولدن ستايت ووريورز
- أتلانتا هوكس
- كليفلاند كافالييرز
- بوسطن سيلتكس

## الميداليات
| الميدالية | المسابقة                       |
| --------- | ------------------------------ |
| برونزية   | الألعاب الأولمبية الصيفية 1988 |

## روابط خارجية
- بيمبو كولز على موقع الاتحاد الدولي لكرة السلة (الإنجليزية)
- بيمبو كولز على موقع إن بي أي (الإنجليزية)
- بيمبو كولز على موقع سبورتس رفرنس (الإنجليزية)
- بيمبو كولز على موقع كرة السلة الأوروبية.كوم (الإنجليزية)
- بيمبو كولز على موقع كلية كرة السلة في سبورتس رفرنس.كوم (الإنجليزية)
- بيمبو كولز على موقع ريلجم (الإنجليزية)
- بيمبو كولز على موقع بروبوليرز (الإنجليزية)
- بيمبو كولز على موقع سبورتس رفرنس (الإنجليزية)
- بيمبو كولز على موقع أوليمبيديا (الإنجليزية)
- بيمبو كولز على موقع قاعة فرجينيا للمشاهير الرياضية (الإنجليزية)